# Иридзаки (мыс)
Иридзаки (яп. 西崎, йонагунск. Iridati) — мыс, расположенный в посёлке Йонагуни на острове Йонагуни, префектура Окинава, Япония. Является самой западной точкой острова и самой западной точкой Японии. Площадь мыса 0,3 км².
На мысе расположен маяк, смотровая площадка и памятник самой западной точки Японии (日本最西端の碑, Nihon Saiseitan no Ishibumi). Туристы ежедневно собираются на мысе, чтобы увидеть последний закат в Японии.

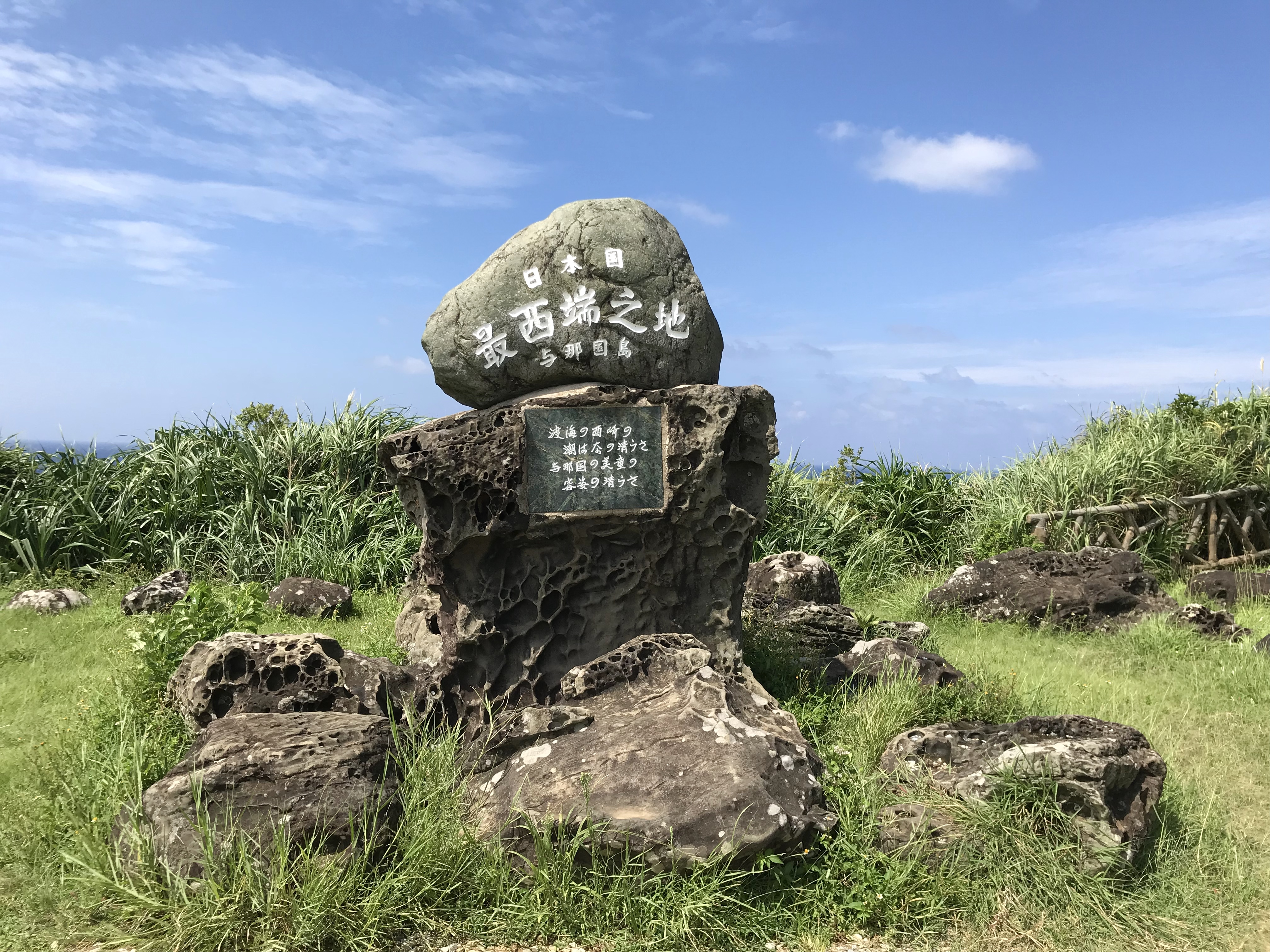
Памятник самой западной точки Японии

## География
Мыс Иридзаки имеет ширину 0,37 км, длину 0,7 км и вдаётся в Восточно-Китайское море к северо-западу от острова Йонагуни. Мыс достигает высоты 50 метров и окружён морскими скалами. Тайвань, расположенный примерно в 110 км к западу, виден в ясный день. Холм Кубара, высотой 191,5 метра, виден к востоку от мыса. Чёрное течение течёт к западу от мыса на север и является местом для ловли марлина и полосатого тунца.
Мыс Иридзаки, как и большая часть островов Яэяма, состоит из песчаника и аргиллита. Мыс лишён деревьев из-за постоянных сильных ветров.

## История
Мыс Иридзаки впервые упоминается в «Сёхо Куниэдзу» (куниэдзу — серия карт японских провинций, созданных в период Эдо (1603—1868)). В «Сёхо Куниэдзу», составленном с 1644 года, мыс упоминается как «Ирэ-но Дзаки». Мыс стал самой западной точкой Японии в 1879 году, когда Япония аннексировала королевство Рюкю.